# 亀井院
亀井院（かめいいん）は、千葉県市川市真間四丁目にある日蓮宗の寺院である。境内には井戸がある。真間の手児奈がここに毎日、水を汲みに来てたという伝説がある。道を挟んだ南側に手児奈霊神堂がある。旧本山は真間弘法寺。池上・芳師法縁。

## 由緒
1638年頃、弘法寺の第十一世住職である日立が貫主の隠居寺として建てたという。
古くは清水が湧いていたことにちなんでか瓶井院、瓶井坊とも呼ばれ、真間山弘法寺の末寺のひとつであった。境内には井戸があり、『万葉集』にも詠まれた真間の手児奈がここに毎日、水を汲みに来てたという伝説がある。また井戸の周りの葦は手児奈を傷つけないよう、片葉の葦になったともいう。
後に弘法寺の大檀那、鈴木長常を葬った際、鈴木院と改称したが、その後に亀井院とした。江戸時代には、幕府御大工方の鈴木長頼が亀井院を修造したという。長頼が日光東照宮の石を当院の石段に流用した廉で幕府に咎められ切腹したという俗説がある。昭和35、亀井院の東側にある墓の改修に際して長頼の蔵骨器が発見されたが、蓋の墓誌には病死であることが記されている。
1916年（大正5年）5月から6月頃まで北原白秋が、後に2番目の妻となる江口章子とこの寺の庫裏に住んでいたことがある。その頃、大正の耕地整理で裏山が削られる工事が続き、その騒音に耐えきれず小岩の紫烟草舎（後、里見公園内に移築）に引っ越している。
亀井は元々「瓶井」で、崖からの湧水を瓶で受けていたことに由来するとも言われる。「水戸佐倉道分間延絵図」（1806年）によると亀井院は、現在よりもう少し東側に位置し井戸のあたりには池が描かれている。亀井院は井戸に霊亀が出現するという伝説から来ている。

## 万葉集について
万葉集の一つとして、次のような和歌がある。
勝鹿の(葛飾の・かつしかの) 真間の井見れば 立ち平(なら)し 水汲ましけむ(みずくましけん) 手児奈し思ほゆ(てこなしおもうゆ)
高橋虫麻呂
(訳)葛飾の真間の井を見れば、水を汲む手児奈を思い出す。